# Sun Cheng
Sun Cheng (chinesisch 孫程; † 132) war ein Eunuch während der Han-Dynastie, der im Gegensatz zu den meisten Eunuchen der kaiserlichen Familie treu ergeben war, und (erfolglos) versuchte, die Korruption auszumerzen.

## Leben
Unter der Herrschaft des Kaisers An übernahmen viele seiner Vertrauten Schlüsselpositionen in der Regierung, so beispielsweise die Eunuchen Jiang Jing und Li Run, seine Amme Wang Sheng und seine Gemahlin Kaiserin Yan Ji. Sie erkauften sich Macht und Wohlstand. Ihrer rücksichtslosen Herrschaft fiel im Jahre 124 der neunjährige Kronprinz Liu Bao zum Opfer, den sie verleumdeten und durch den Kaiser absetzen ließen.
Im Jahre 125 starb Kaiser An plötzlich, und obwohl Liu Bao der einzige männliche Nachkomme war, suchte Kaiserin Yan nach einem jüngeren Nachfolger, den sie leichter kontrollieren konnte. Sie entschied sich für Liu Yi, den Marquis von Beixiang.
Als der junge Kaiser im selben Jahre schwer erkrankte, fürchtete Sun Deng, dass die Kaiserinmutter Yan den Prinzen Bao erneut in der Nachfolge übergehen würde. Er verschwor sich deshalb mit einigen Eunuchen und sie schworen einen Eid, Prinz Bao als rechtmäßigen Erben an die Macht zu bringen. Einige Tage nach dem Tod des Kaisers Liu Yi stürmten sie den Palast und empfingen Prinz Bao dort, den sie zum Kaiser Shun ausriefen. Mehrere Tage kämpften ihre Truppen mit denen der Kaiserinmutter-Fraktion, aber die von Sun Cheng angeführten Eunuchen konnten sich behaupten, und die Yan-Familie wurde ausgelöscht.
Zum Dank für ihren Beitrag zu seiner Machtübernahme ernannte Kaiser Shun die 18 Eunuchen um Sun Cheng und Sun selbst zu Markgrafen.
Kaiser Shun war bescheiden, aber auch schwächlich, und bald erlangten die ihn umgebenden Eunuchen und Beamten große Macht über ihn. Sie waren allesamt korrupt und ein schlechter Einfluss. Sun Cheng war wenig angetan von dieser Lage. Als der Eunuch Zhang Fang im Jahre 126 vom Gouverneur des Hauptstadtbezirks, Yu Xu, wegen Korruption angeklagt wurde, behauptete Zhang Fang, er sei verleumdet worden und verlangte Yu Xus Hinrichtung. Sun Cheng und Zhang Xian (ein weiterer Eunuch, der an Kaiser Shuns Machtübernahme mitgewirkt hatte) schritten mit großer Gefahr für ihr eigenes Leben ein und erreichten, dass Yu Xu verschont wurde; Zhang Fang dagegen wurde verbannt. Seine Anhänger unter den Beamten griffen Sun Cheng und seine 18 Genossen an und verschrien sie als überheblich. Kaiser Shun beorderte sie deswegen aus der Hauptstadt Luoyang zu ihren Marken. Von den 19 Markgrafen war Sun Cheng als einziger über diese Entwicklung erzürnt. Er schickte sein Marquis-Siegel und seine Embleme zum Kaiser zurück und blieb insgeheim in der Hauptstadt, um den Kaiser auf den rechten Weg zu geleiten. Er wurde bald festgenommen, aber Kaiser Shun erinnerte sich seiner Verdienste und schickte ihn ohne weitere Sanktionen in seine Mark. Er nahm auch seinen Rat an, die Korruption auszumerzen.
Kaiser Shun gedachte später der Verdienste der 19 Eunuchen und berief sie im Jahr 128 in die Hauptstadt zurück. Ihre Ratschläge jedoch lehnte er größtenteils ab. Sun Cheng starb 132 und wurde mit großen Ehren und dem postumen Namen Gang (unbeugsam) bestattet.
| Personendaten    | Personendaten           |
| ---------------- | ----------------------- |
| NAME             | Sun, Cheng              |
| KURZBESCHREIBUNG | Eunuch der Han-Dynastie |
| GEBURTSDATUM     | 1. Jahrhundert          |
| STERBEDATUM      | 132                     |